# Petras Liubertas
Petras Liubertas  ist ein litauischer Unternehmer und Jurist und ehemaliger Politiker, Vizeminister,  General-Polizeikommissar Litauens.

## Leben
Sein Vater war Vladas Liubertas.
Am 25. April 1990 ernannte Ministerpräsidentin Kazimira Prunskienė Liubertas zum ersten Stellvertreter des Innenministers Litauens.  Am  28. Februar 1991 ernannte Ministerpräsident Gediminas Vagnorius Liubertas zum Generalkommissar des Polizeidepartements des litauischen Innenministeriums und zum Stellvertreter des Innenministers und am 31. Juli 1991 zum  Generalkommissar des Polizeidepartements des litauischen Innenministeriums und zum ersten Stellvertreter des Innenministers. Am 24. Juni 1994 ernannte Ministerpräsident Adolfas Šleževičius  Petras Liubertas zum Sekretär des Innenministeriums. Er arbeitete dort bis zum   5. September 1994.
Danach gründete Liubertas mit Alvydas Sadeckas (* 1949), Kommissar der Kriminalpolizei, das Unternehmen UAB Ekskomisarų biuras (dt. 'Exkommissaren-Büro'), heute das zweitgrößte (nach Mitarbeiterzahl) Sicherheitsunternehmen mit  1.591 Beschäftigten (2013) in Litauen.

## Auszeichnungen
- Vyčio Kryžiaus ordinas,  Riterio kryžius